# Fritz Lickint
Fritz Lickint (Lipsia, 1º ottobre 1898 – Heidelberg, 7 luglio 1960) è stato un medico tedesco.

## Biografia
Viene ricordato come il medico che più di ogni altro odiava l'industria del tabacco, grazie anche al fatto che fu il primo a riconoscere, nel 1929, la connessione tra il fumo di sigaretta e il tumore del polmone In realtà prima di lui già Isaac Adler aveva suggerito una correlazione simile, anche se il merito di Fritz fu quella di portare una quantità di dati notevole su cui basava le sue considerazioni.

## Pubblicazioni
- Tabak und organismus, 1939. Uno studio che conta più di 1.000 pagine sull'argomento.